# UCI America Tour 2005-2006
El UCI America Tour 2005-2006 fue la segunda edición del UCI America Tour. Se llevó a cabo de octubre de 2005 a septiembre de 2006. Se disputaron 27 competencias en dos modalidades, pruebas por etapas y pruebas de un día, otorgando puntos a los primeros clasificados de las etapas y a la clasificación final.

## Calendario
Contó con las siguientes pruebas, tanto por etapas como de un día.

### Octubre 2005
| Fecha  | Carrera                       | Cat. | Ganador     | Equipo del ganador                    |
| ------ | ----------------------------- | ---- | ----------- | ------------------------------------- |
| 2 al 9 | Clásico Ciclístico Banfoandes | 2.2  | José Rujano | Selle Italia-Serramenti Diquigiovanni |

### Noviembre 2005
| Fecha   | Carrera                           | Cat. | Ganador      | Equipo del ganador |
| ------- | --------------------------------- | ---- | ------------ | ------------------ |
| 8 al 13 | Doble Copacabana Grand Prix Fides | 2.2  | Libardo Niño | Lotería de Boyacá  |

### Diciembre 2005
| Fecha    | Carrera             | Cat. | Ganador           | Equipo del ganador  |
| -------- | ------------------- | ---- | ----------------- | ------------------- |
| 16 al 29 | Vuelta a Costa Rica | 2.2  | Juan Carlos Rojas | Los Lagos-Dos Pinos |

### Enero 2006
| Fecha   | Carrera                  | Cat. | Ganador       | Equipo del ganador    |
| ------- | ------------------------ | ---- | ------------- | --------------------- |
| 7 al 20 | Vuelta al Táchira        | 2.2  | Manuel Medina | Cabimas               |
| 8       | Copa América de Ciclismo | 1.2  | Nilceu Santos | Scott-Marcondes César |

### Febrero 2006
| Fecha    | Carrera                | Cat. | Ganador           | Equipo del ganador                              |
| -------- | ---------------------- | ---- | ----------------- | ----------------------------------------------- |
| 7 al 19  | Vuelta Ciclista a Cuba | 2.2  | Pedro Pablo Pérez | Cuba                                            |
| 19 al 26 | Tour de California     | 2.1  | Floyd Landis      | Phonak Hearing Systems                          |
| 28 al 5  | Vuelta a Sonora        | 2.2  | Gregorio Ladino   | Tecos de la Universidad Autónoma de Guadalajara |

### Marzo 2006
| Fecha    | Carrera                            | Cat. | Ganador          | Equipo del ganador             |
| -------- | ---------------------------------- | ---- | ---------------- | ------------------------------ |
| 8 al 12  | Vuelta de Porto Alegre             | 2.2  | Armando Camargo  | Memorial/Santos                |
| 9 al 19  | Vuelta Ciclista por un Chile Líder | 2.2  | Andrei Sartassov | Líder                          |
| 19 al 26 | Vuelta del Estado de San Pablo     | 2.2  | Alex Diniz       | Cesc/São Caetano               |
| 23 al 26 | Redlands Classic                   | 2.2  | Nathan O'Neill   | Health Net presented by Maxxis |

### Abril 2006
| Fecha    | Carrera              | Cat. | Ganador         | Equipo del ganador                              |
| -------- | -------------------- | ---- | --------------- | ----------------------------------------------- |
| 18 al 23 | Tour de Georgia      | 2.HC | Floyd Landis    | Phonak Hearing Systems                          |
| 29 al 7  | Vuelta a El Salvador | 2.2  | Gregorio Ladino | Tecos de la Universidad Autónoma de Guadalajara |

### Mayo 2006
| Fecha    | Carrera                               | Cat. | Ganador           | Equipo del ganador    |
| -------- | ------------------------------------- | ---- | ----------------- | --------------------- |
| 4 al 14  | Vuelta Ciclista de Chile              | 2.2  | Andrei Sartassov  | Líder                 |
| 11 al 14 | Doble Sucre Potosí GP Cemento Fancesa | 2.2  | Alejandro Ramírez | EPM Orbitel           |
| 24 al 28 | Vuelta de Paraná                      | 2.2  | Marcio May        | Scott-Marcondes César |

### Junio 2006
| Fecha    | Carrera                              | Cat. | Ganador           | Equipo del ganador             |
| -------- | ------------------------------------ | ---- | ----------------- | ------------------------------ |
| 4        | Lancaster Classic                    | 1.1  | Jackson Stewart   | Kodakgallery.com-Sierra Nevada |
| 4        | Campeonato Panamericano en Ruta      | CC   | José Serpa        | Colombia                       |
| 6        | Campeonato Panamericano Contrarreloj | CC   | Pedro Nicácio     | Brasil                         |
| 8        | Reading Classic                      | 1.1  | Greg Henderson    | Health Net presented by Maxxis |
| 11       | Wachovia Cycling Series-Philadelphia | 1.HC | Greg Henderson    | Health Net presented by Maxxis |
| 13 al 18 | Tour de Beauce                       | 2.2  | Valery Kobzarenko | Navigators Insurance           |

### Julio 2006
| Fecha   | Carrera                           | Cat. | Ganador        | Equipo del ganador                              |
| ------- | --------------------------------- | ---- | -------------- | ----------------------------------------------- |
| 9       | Prueba Ciclística 9 de Julio      | 1.2  | Renato Seabra  | Blumenau/Dataro                                 |
| 9 al 16 | Vuelta a Oaxaca                   | 2.2  | Fausto Esparza | Tecos de la Universidad Autónoma de Guadalajara |
| 16      | Desafío Internacional de Ciclismo | 1.2  | Héctor Aguilar | Uruguay                                         |

### Agosto 2006
| Fecha    | Carrera            | Cat. | Ganador           | Equipo del ganador                    |
| -------- | ------------------ | ---- | ----------------- | ------------------------------------- |
| 6 al 20  | Vuelta a Colombia  | 2.2  | José Castelblanco | Alcaldía de Cabimas                   |
| 28 al 10 | Vuelta a Venezuela | 2.2  | José Serpa        | Selle Italia-Serramenti Diquigiovanni |

### Septiembre 2006
| Fecha | Carrera            | Cat. | Ganador     | Equipo del ganador   |
| ----- | ------------------ | ---- | ----------- | -------------------- |
| 16    | Univest Grand Prix | 1.2  | Shawn Milne | Navigators Insurance |

## Clasificaciones

### Individual
| Posición | Ciclista          | Puntos |
| -------- | ----------------- | ------ |
| 1        | José Serpa        | 234,66 |
| 2        | Gregorio Ladino   | 194,66 |
| 3        | Andrei Sartassov  | 186    |
| 4        | Manuel Medina     | 178,66 |
| 5        | Pedro Pablo Pérez | 164,66 |
| 6        | Gregory Henderson | 136    |
| 7        | Libardo Niño      | 134,66 |
| 8        | Juan José Haedo   | 129    |
| 9        | Fausto Esparza    | 119,66 |
| 10       | Serguéi Lagutín   | 114    |

### Equipos
| Posición | Equipo                                          | Puntos |
| -------- | ----------------------------------------------- | ------ |
| 1        | Selle Italia-Serramenti Diquigiovanni           | 689,44 |
| 2        | Tecos de la Universidad Autónoma de Guadalajara | 566,96 |
| 3        | Navigators Insurance                            | 390    |
| 4        | Toyota-United Pro                               | 307    |
| 5        | Health Net presented by Maxxis                  | 299    |

| 6  | Symmetrics                     | 199,62 |
| 7  | TIAA-CREF                      | 183    |
| 8  | Chivas                         | 151    |
| 9  | Kodakgallery.com-Sierra Nevada | 117    |
| 10 | Perutnina Ptuj                 | 87     |

### Países
| Posición | País           | Puntos  |
| -------- | -------------- | ------- |
| 1        | Colombia       | 1606,37 |
| 2        | Brasil         | 1151    |
| 3        | Argentina      | 808,26  |
| 4        | México         | 610,98  |
| 5        | Estados Unidos | 606,46  |

| 6  | Venezuela  | 570,25 |
| 7  | Cuba       | 475    |
| 8  | Canadá     | 419,16 |
| 9  | Costa Rica | 366    |
| 10 | Chile      | 291,3  |